# Turris-Oltul Turnu Măgurele
AFC Turris Turnu Măgurele a fost un club profesionist de fotbal cu sediul în Turnu Măgurele, județul Teleorman, România. Clubul a activat ultima oară în Liga a II-a 2020-2021 însă s-a retras din campionat pe parcursul sezonului.

## Istorie
Fondat în satul Saelele în 1965, clubul a jucat mare parte din existența sa numai în ligile județene. În 2004, a obținut prima promovare în Liga a III-a, câștigând Liga a IV-a Teleorman și barajul de promovare, dar și-a vândut locul echipei Petrolul Videle. În 2017, a promovat din nou după o nouă reușită simiară, câștigând barajul cu CS Strehaia cu scorul general de 12–2. Cu un an în urmă, echipa a fost preluată în acte de Mădălin Ioniță, care de fapt era șoferul liderului politic Liviu Dragnea, căruia autoritățile locale aveau să-i acorde credit pentru ascensiunea rapidă a echipei. După promovare, a beneficiat de aportul foștilor jucători ai Stelei București Valentin Badea și Sorin Paraschiv, precum și de prezența lui Marius Baciu ca antrenor, și au fost demarate demersurile pentru transferul echipei la Turnu Măgurele, unde se construia un stadion nou. În ciuda finanțării generoase și a ascensiunii rapide, echipa nu a reușit promovarea din primul sezon petrecut în Liga a III-a, terminând pe locul al treilea, după Petrolul Ploiești și FCM Alexandria, departajată de aceasta din urmă la goluri marcate în deplasare în meciurile directe. În vara lui 2018, echipa a luat numele de Turris-Oltul și s-a mutat pe noul stadion din Turnu Măgurele, sub patronajul lui Valentin Dragnea, fiul lui Liviu Dragnea. În același an, echipa a reușit performanța de a se califica în optimile Cupei României, de unde a fost eliminată de Universitatea Craiova, și a promovat în liga a II-a după ce a câștigat seria 3 a ligii a III-a.